# Sarah Nauta
Sarah Nauta (Amsterdam, 18 juni 1998) is een Nederlandse zangeres en actrice.

## Biografie
Nauta speelde sinds 2007 in musicals als Ciske de Rat, Mary Poppins en Hij Gelooft in Mij. Zij maakte ook deel uit van het koor van Kinderen voor Kinderen.
Nauta speelde mee in een videoclip van MainStreet, danste met Femke Meines op het Junior Songfestival 2012 en figureerde in reclamespotjes. Tevens sprak ze stemmen in voor onder meer Winx Club en Drake & Josh. Ook haar jongere zuster Julia Nauta is actief als zangeres en musicalactrice. In 2013 deden Sarah en Julia Nauta als duo mee aan het Junior Songfestival met het nummer Live Life. Daarmee behaalden ze de derde plaats.
In 2016 speelde Sarah een gastrol in SpangaS en in 2017 speelde ze in de internationale Disney Channel-serie The Lodge en was ze te zien in de Nickelodeon-serie De Ludwigs Op jacht naar de stenen schat.
In 2018 speelde ze Emma in de nieuwe bioscoopfilm Elvy's Wereld so Ibiza!.
In 2019 is Nauta een van de 100 juryleden in het televisieprogramma All Together Now, speelt ze een hoofdrol in de Amerikaanse Nickelodeon-serie Hunter Street en is ze te zien als Robijn in De Ludwigs Het einde van de wereld.
In 2020 speelt ze Vesper in de bioscoopfilm De grote slijmfilm. In 2021 kroop ze opnieuw in de huid van Vesper in het vervolg, De nog grotere slijmfilm.

## Carrière

### Musicals
| Seizoen   | Productie          | Rol          | Producent                                        | Theater                          | Opmerking |
| --------- | ------------------ | ------------ | ------------------------------------------------ | -------------------------------- | --------- |
| 2012-2013 | Hij Gelooft in Mij | Jonge Rachel | Stage Entertainment                              | DeLaMar, Amsterdam               |           |
| 2011-2012 | Droomvlucht        | Lila         | Efteling Theaterproducties & Stage Entertainment | Theater de Efteling, Kaatsheuvel | hoofdrol  |
| 2010-2011 | Mary Poppins       | Jane Banks   | Stage Entertainment                              | Circustheater, Scheveningen      |           |
| 2008-2009 | Ciske de Rat       | Betje        | Stage Entertainment                              | regio Den Haag                   |           |
| 2007-2008 | Ciske de Rat       | Cootje       | Stage Entertainment                              | regio Den Haag                   |           |

### Discografie
| Single met eventuele hitnotering(en) in de Nederlandse Top 40 | Datum van verschijnen | Datum van binnenkomst | Hoogste positie | Aantal weken | Opmerkingen                                           |
| ------------------------------------------------------------- | --------------------- | --------------------- | --------------- | ------------ | ----------------------------------------------------- |
| On My Way                                                     | 4-1-2019              |                       |                 |              | als Sarah & Julia                                     |
| Hooked On The Hype                                            | 21-12-2018            |                       |                 |              | als Sarah & Julia                                     |
| Hoofd In De Wolken (feat. Nigel Sean)                         | 17-03-2017            |                       |                 |              | als Sarah & Julia                                     |
| Dance Like Nobody's Watching                                  | 18-03-2016            |                       |                 |              | als Sarah & Julia                                     |
| Here Come The Girls                                           | 03-09-2015            |                       |                 |              | als Sarah & Julia                                     |
| Something Wonderful                                           | 09-05-2015            |                       |                 |              | als Sarah & Julia                                     |
| Ik Ben Ik, Jij Bent Jij                                       | 22-01-2015            |                       |                 |              | als Sarah & Julia                                     |
| Gold                                                          | 21-11-2014            |                       |                 |              | als Sarah & Julia                                     |
| Celebrate We're Young                                         | 27-03-2014            |                       |                 |              | als Sarah & Julia                                     |
| Live Life                                                     | 2013                  |                       |                 |              | als Sarah & Julia                                     |
| Glitter & Glamour                                             | 2013                  |                       |                 |              | als onderdeel van Finalisten Junior Songfestival 2013 |
| Lachen is Gezond                                              | 2009                  |                       |                 |              | als onderdeel van Kinderen voor Kinderen              |